# Iosif Gheorghian
Mitropolitul Iosif (pe numele de mirean Ioan Gheorghian; n. 29 august 1829, Botoșani, Moldova – d. 24 ianuarie 1909, București, România) a fost un cleric, care a deținut în două rânduri demnitatea de mitropolit-primat al Bisericii Ortodoxe Române (1886-1893, 1896-1909).

## Biografie
S-a născut la data de 29 august 1829, în orașul Botoșani, în familia unui preot. A studiat la Școala de la Biserica „Trei Ierarhi” și la Academia Mihăileană din Iași, iar mai târziu a urmat diferite cursuri la Sorbona (Franța). 
A fost tuns în monahism la Mănăstirea Mogoșeni și hirotonit ierodiacon în anul 1846. Slujește ca diacon la Huși și Iași, iar în anii 1857-1858 la Capela românească din Paris. Revenit în țară, este hirotonit ieromonah și numit egumen la Mănăstirile Teodoreni (1863) și Popăuți (1864). 
La 19 iunie 1865 este numit episcop al Hușilor, unde a păstorit până la 24 martie 1879, când a fost ales episcop al Dunării de Jos, cu reședința la Galați. În această calitate, reorganizează viața bisericească din Dobrogea, revenită atunci la România (1878).
La 22 noiembrie 1886 a fost ales mitropolit al Ungrovlahiei și primat al României, fiind înscăunat la 30 noiembrie 1886. La 29 martie 1893, mitropolitul Iosif Gheorghian (1886-1893) este obligat să-și dea demisia, în urma refuzului său de a accepta "Legea clerului mirean și a seminariilor", propusă de Take Ionescu. În locul său, Colegiul Electoral alege, cu ajutorul consevatorilor, la 18 mai 1893, cu o majoritate de voturi, 168 din 220, pe episcopul Argeșului, Ghenadie Petrescu. Instalarea ca mitropolit primat s-a făcut la 21 mai 1893 în Catedrala Mitropolitană care în acea zi sărbătorea hramul. Primul act al noii sale păstoriri ca mitropolit primat a fost proiectul de lege a clerului și seminariilor pe care l-a prezentat Sinodului și care apoi s-a votat și de către Parlament. 
IPS Iosif Gheorghian s-a stabilit la Mănăstirea Căldărușani. După caterisirea mitropolitului Ghenadie Petrescu, IPS Iosif a fost reales ca mitropolit-primat al României la 6 decembrie 1896, fiind înscăunat la 8 decembrie 1896, păstorind apoi până la moarte. 
A tradus felurite lucrări teologice din limba franceză și din literatura patristică. A fost ales membru de onoare al Academiei Române la 21 mai 1901. 
Mitropolitul Iosif Gheorghian a trecut la cele veșnice la 24 ianuarie 1909, în București, fiind înmormântat în biserica "Sfântul Gheorghe“ din Mănăstirea Cernica.

## Traduceri
- Vladimir Guettee - Expunerea doctrinei Bisericii creștine ortodoxe (Huși, 1875);
- Vladimir Guettee - Papalitatea schismatică sau Roma în raporturile sale cu Biserica orientală (București, 1880);
- Mitrofan din Koneveț - Viața repausaților noștri și viața noastră după moarte (București, 1891);
- Inochentie (Borisov) - Cuvântări spre folosul celor ce se pregătesc la penitență și la sfânta cuminecare (București, 1897);
- Sfântul Vasile, arhiepiscopul Chesariei Capodociei (București, 1898);
- Thomas A. Kempis - Urmarea lui Hristos (București, 1901);
- Eusebiu de Cezareea - Istoria bisericească și Viața lui Constantin cel Mare (București, 1896);
- Sozomen - Istoria bisericească (București, 1897);
- Socrate Scolasticul - Istoria bisericească (București, 1899);
- Evagrie și Filostorg - Istoria bisericească (București, 1899) ș.a.